# 4271 Novosibirsk
4271 Novosibirsk eller 1976 GQ6 är en asteroid i huvudbältet som upptäcktes den 3 april 1976 av den rysk-sovjetiske astronomen Nikolaj Tjernych vid Krims astrofysiska observatorium på Krim. Den har fått sitt namn efter den då sovjetiska staden Novosibirsk.
Den tillhör asteroidgruppen Eos.